# Themacrys monticola
Themacrys monticola är en spindelart som först beskrevs av Lawrence 1939.  Themacrys monticola ingår i släktet Themacrys och familjen Phyxelididae. Inga underarter finns listade i Catalogue of Life.